# Neoseiulus triangularis
Neoseiulus triangularis är en spindeldjursart som först beskrevs av Wolfgang Karg 1994.  Neoseiulus triangularis ingår i släktet Neoseiulus och familjen Phytoseiidae. Inga underarter finns listade i Catalogue of Life.